# Uddevalla–Lelångens Järnväg
Uddevalla-Lelångens Järnväg (ULB), "Lelångenbanan", var en smalspårig järnväg mellan Uddevalla i Göteborgs och Bohus län  och Bengtsfors i Älvsborgs län.

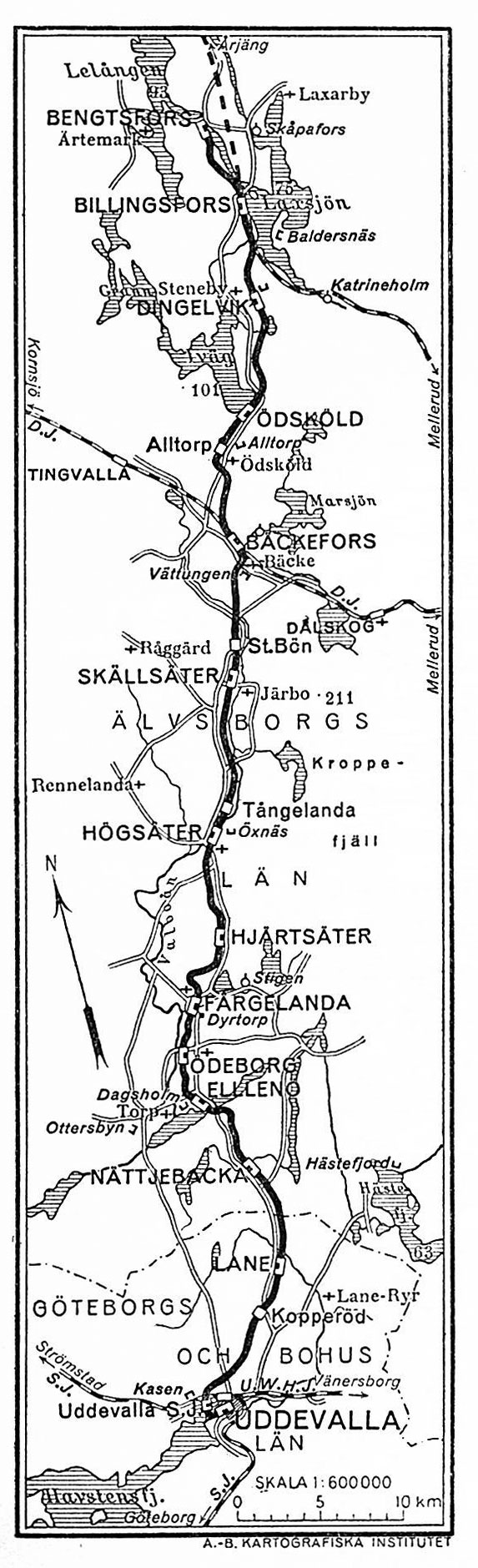
ULB. Karta 1926.

## Historia
Den drivande kraften bakom järnvägen var Uddevalla stad. Uddevalla-Lelångens Järnvägsaktiebolag bildades i september 1892 med en aktieteckning på 1 250 000 kr. Tidigare samma år erhölls koncessionen för en 891 mm smalspårig bana från Uddevalla via Bäckefors och Billingsfors till Bengtsfors vid sydspetsen på sjön Lelång. Banan öppnades för trafik den 25 juli 1895. I Uddevalla utgick ULB från Uddevalla-Vänersborg-Herrljunga Järnväg (UWHJ) befintliga station och bangård som byggdes ut för ULB. UWHJ var smalspårig (1217 mm) men byggdes om till normalspår år 1900. ULB hade inga spåranslutningar till andra 891 mm-järnvägar.
I Bäckefors fanns redan den normalspåriga Dalslands Järnväg (DJ) från Sunnanå vid Vänern mot Kornsjø i Norge. ULB passerade DJ i en planskild korsning efter den gemensamma stationen.
Järnvägen förband Bengtsfors och Billingsfors med havet vid Uddevalla. Dessutom fick orter längs Dalslands kanal, med omlastning eller omstigning, järnvägsförbindelse till havet. Järnvägen betjänade dock inte direkt övriga industriorter längs Dalslands kanal då kanalen var frusen och ofarbar på vintern. Ytterligare en normalspårig järnväg byggdes förbi Billingsfors och Bengtsfors, Dal-Västra Värmlands Järnväg (DVVJ) från Mellerud vid Bergslagernas Järnvägar (BJ) och vidare mot Arvika. Stationen i Billingsfors var gemensam och banorna gick parallellt en bit innan ULB gick väster om kanalen och DVVJ öster om kanalen in till Bengtsfors. DVVJ öppnades inte förrän 1927 mellan Mellerud och Bengtsfors.
När Bohusbanan mot Strömstad byggdes öppnade Statens Järnvägar (SJ) en ny station i Uddevalla. Stationen för ULB i Uddevalla flyttade till Uddevalla C före nedläggningen. Det var 1941 eller 1956 enligt olika källor.
ULB och UWHJ slog samman förvaltningarna 1935 men efter 1939 års riksdagsbeslut om förstatligandet av järnvägarna köpte Svenska staten ULB den 1 juli 1940 och införlivade den i dåvarande SJ.
Godstrafiken var fram till slutet av 1940-talet omfattande, men sedan SJ tagit över driften av den normalspåriga grannbanan Dal-Västra-Värmlands Järnväg överfördes godstransporterna till och från bruken i Billingsfors och Bengtsfors till sistnämnda som hade större kapacitet och utan omlastning stod i direkt förbindelse med det övriga järnvägsnätet i Sverige. Trafikunderlaget på Lelångenbanan beskars. Behovsgodståg infördes mellan Bengtsfors och Bäckefors under 1958 och den 28 maj 1960 lämnade sista rälsbussen Bengtsfors Västra i riktning söderut. Sträckan Bengtsfors - Billingsfors (söder) revs upp samma höst medan resterande del revs upp våren/sommaren 1964  Trafiken på den återstående sträckan mellan Uddevalla och Bäckefors lades ner 1964, varefter Kungl. Maj:t gav tillstånd att riva hela banan.
Flera av stationerna och hållplatserna utefter banan, såsom Lane (i Bohuslän), Nättjebacka, Ellenö, Ödeborg, Färgelanda, Hjärtsäter, Högsäter, Tångelanda, Skällsäter (i Järbo socken), Bäckefors, Iväg/Ödskölt, Dingelvik (i Steneby) och Billingsfors, har även inrymt poststationer under kortare eller längre perioder under den aktuella tiden.
Rälsen revs snabbt och delar av banvallen används numer till bilväg, cykelväg eller vandringsled.